# Admontite
L’admontite è un minerale idrato di boro e magnesio, appartenente alla classe dei borati, con formula chimica MgB₆O₁₀·7H₂O.
Si presenta tipicamente in cristalli prismatici di colore incolore, trasparenti e con lucentezza vitrea. La durezza della admontite è pari a 2–3 sulla scala di Mohs (simile al gesso) e la sua densità misurata è di circa 1,82 g/cm³.
Fu scoperta e descritta per la prima volta nel 1979 da Karl Walenta nella miniera di Schildmauer, nei pressi di Admont, in Stiria (Austria), località che ha dato origine al nome del minerale (da Admont).

## Etimologia e storia
Il nome admontite deriva dalla località di Admont in Stiria, Austria, dove il minerale fu originariamente rinvenuto. La prima segnalazione scientifica risale al 1979, quando il mineralogista Karl Walenta ne diede la descrizione formale in un articolo su Tschermaks Mineralogische und Petrographische.
In seguito l’Admontite è stata studiata anche in laboratorio, ad esempio tramite sintesi idrotermale, ma finora non sono state identificate altre località naturali oltre a quella di tipo.

## Composizione e proprietà chimiche
La formula chimica dell’admontite è MgB₆O₁₀·7H₂O, indicativa della presenza di sei atomi di boro e sette molecole d’acqua per unità formula.

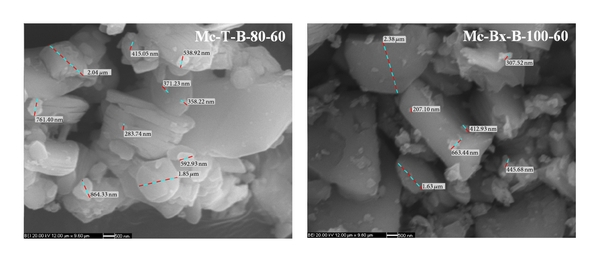
Microscopia elettronica a scansione (SEM) che mostra la morfologia superficiale e la dimensione delle particelle di admontite.

Analisi chimiche condotte su campioni naturali hanno evidenziato una composizione in peso di circa 55,66% di B₂O₃, 10,74% di MgO e 33,60% di H₂O, valori coerenti con la formula cristallochimica proposta.
Dal punto di vista chimico, l’admontite tende a decomporsi lentamente in ambiente acquoso, con progressiva perdita della fase cristallina e dissoluzione. A temperature elevate, il minerale si comporta come altri borati idrati: perde molecole d’acqua (come confermato da dati termogravimetrici) e si trasforma in fasi a minore idratazione o in borati anidri.

## Struttura cristallina
L’admontite cristallizza nel sistema cristallino monoclino, classe prismatica (2/m), con gruppo spaziale P2₁/c. La cella elementare presenta i seguenti parametri reticolari: a = 12,68 Å, b = 10,07 Å, c = 11,32 Å, β = 109,68°, con Z = 4 unità formula per cella. I cristalli si presentano solitamente in forma prismatica, allungati lungo la direzione [001] e appiattiti secondo il piano {100}.
Dal punto di vista strutturale, la disposizione tridimensionale è costituita da ioni Mg²⁺ coordinati a ossidrili e molecole d’acqua, uniti a una rete di poliedri di borato isolati B₆O₁₀, classificabili come nesoborati. Il gruppo spaziale P2₁/c implica la presenza di simmetria di inversione, ma l’assenza di piani di simmetria orizzontali o verticali semplici, caratteristica coerente con la morfologia allungata dei cristalli osservati.

## Proprietà fisiche
I cristalli di admontite sono solitamente incolori o talvolta leggermente bianchi e mostrano una lucentezza vitrea. Sono trasparenti o parzialmente traslucidi. Non sono evidenti piani di sfaldatura nella struttura: l’admontite è infatti priva di sfaldatura, ovvero non presenta direzioni privilegiate di separazione.
La frattura è perfettamente concoidale, simile a quella del vetro, a indicare una natura omogenea del solido senza piani di sfaldatura. Il minerale è fragile e sulla scala di Mohs ha durezza compresa tra 2 e 3, simile a quella del gesso; può quindi essere facilmente graffiato con l’unghia o una moneta di rame. La densità è relativamente bassa, circa 1,82 g/cm³, inferiore a quella dell’acqua, caratteristica tipica dei borati idrati.

## Origine e giacitura
L’admontite si forma in ambienti evaporitici, in particolare nei depositi di gesso ricchi di solfati e borati. La prima località nota, Schildmauer, è una vecchia cava di gesso dove l’admontite si è generata come minerale secondario durante processi di evaporazione e alterazione di soluzioni minerali boracee. In queste condizioni, la presenza di ioni Mg²⁺, B(OH)₄⁻ e SO₄²⁻ nelle acque di falda sature favorisce la cristallizzazione simultanea di diversi borati e solfati.
Nel sito tipo, l’admontite si trova associata a minerali quali gesso, anidrite, esaidrite, löweite, eugsterite, pirite e quarzo.Questa associazione mineralogica indica un ambiente di deposizione evaporitico e arido, dove i solfati e i borati possono precipitare insieme.

## Geografia

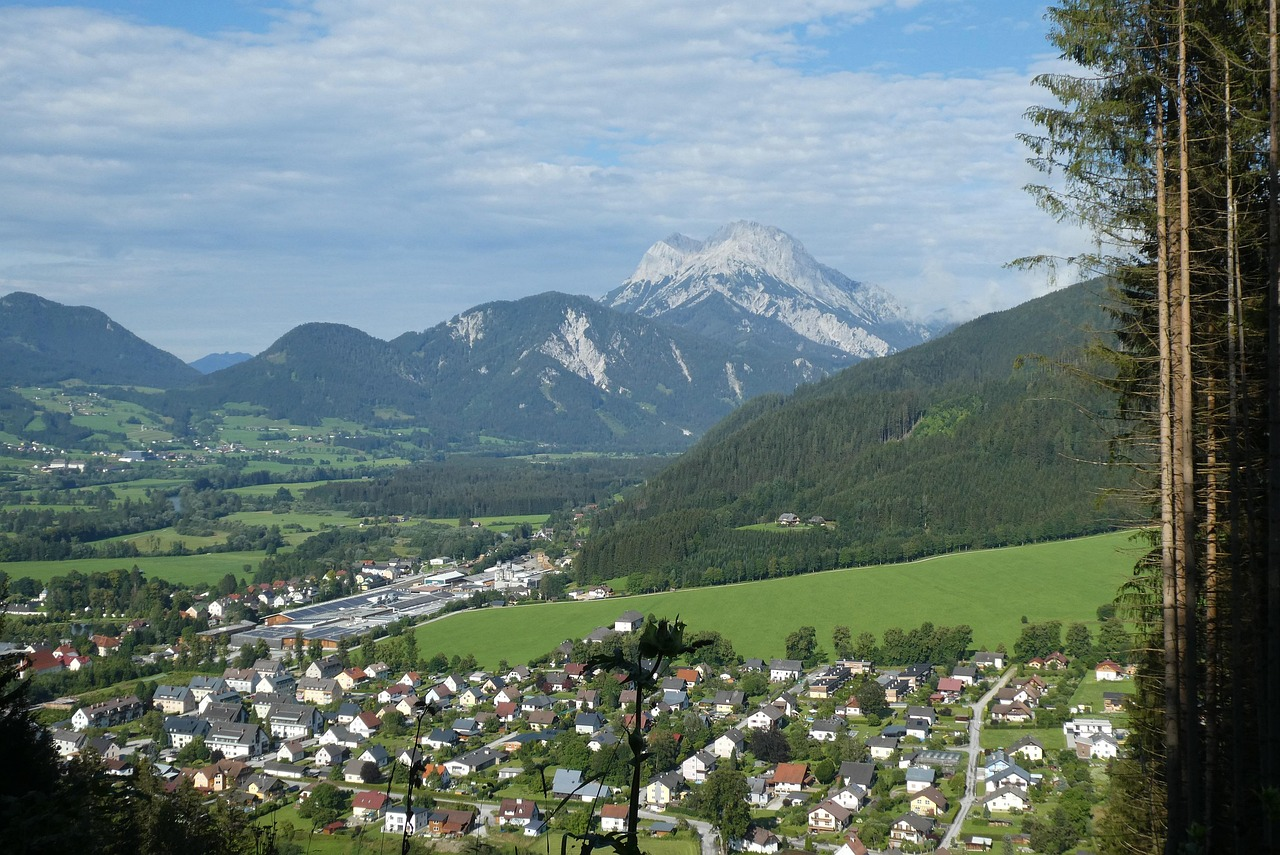
Admont, Austria.

L’admontite è un minerale estremamente raro e, fino ad oggi, l’unico giacimento naturale documentato è la località tipo di Schildmauer, situata nei pressi di Admont, in Stiria (Austria). Questo sito corrisponde a un antico deposito di gesso dove l’admontite è stata raccolta come minerale secondario.
Non sono note segnalazioni affidabili di ritrovamenti in altre aree del mondo; pertanto, l’admontite sembra essere limitata esclusivamente a questa zona, di conseguenza, la località di Schildmauer (Admont) è considerata la località tipo definitiva per questo minerale.